# Primärvalen till presidentvalet i USA 2008
Primärvalen till USA:s presidentval 2008 var val som partierna i Amerikas förenta stater genomförde för att fastställa sina kandidater till presidentvalet 2008.
Då förfaringssättet skiljer sig mycket åt beroende på parti och delstat, är primärvalen i huvudsak ett samlingsbegrepp för att bestämma vilken kandidat som ska föras fram på nationell nivå.
För de stora partierna handlade det om en serie val i alla 50 delstater samt i USA:s territorier, vari delegater valdes, vilka beslutade om partiets kandidat på en nationell partisammankomst.

## Tillvägagångssätt
Varje delstat har sitt eget sätt att genomföra primärvalen på, som också kan skilja mellan partierna. Förvisso är de båda stora partiernas förfaringssätt mestadels lika, men valperiod och delegattilldelning kan skilja sig åt.
Det finns följande typer av primärval:
- I primärval (primary) röstar man som i det egentliga presidentvalet med valsedlar. I slutna primärval får bara väljare registrerade för det parti som håller primärvalet rösta, medan alla partiers registrerade väljare får rösta i öppna primärval.
- På ett nomineringsmöte (caucus) träffas ett partis registrerade väljare. Valdeltagarna ställer sig gruppvis beroende på vilken kandidat de stöder. Väljare som inte har bestämt sig uppvaktas därefter av grupperna. Vid mötets slut räknar valförrättarna antalet personer i varje grupp och sammanställer valresultatet.
- Vidare finns det så kallade delstatskonvent (State Convention), som är ett partikonvent på delstatsnivå. De bägge stora partierna nyttjar dessa sammankomster bara till att tillstyrka det föregående primär- eller nomineringsmötets utfall.  I några enstaka delstater utser delstatskonventet även en del av delegaterna. I mindre partier spelar dessa partistämmor en större roll, eftersom inte alla partier anordnar allmänna primärval.

Demokraterna och Republikanerna använder olika system för att fördela delegaterna mellan kandidaterna:
- Demokraterna har ett proportionellt anpassat system. Det vill säga, varje kandidat tilldelas delegater motsvarande valresultatet. Trots det utses ett inte försumbart antal delegater på annat sätt än genom primärval; kongressledamöter (i Representanthuset eller Senaten), andra valda befattningshavare samt partifunktionärer får delegatstatus per automatik.
- Republikanerna fördelar delegaterna antingen genom proportionellt system, liksom Demokraterna, eller genom ”the winner takes them all”-metoden. I ett sådant system tilldelas segraren i ett primärval delstatens alla delegater.[1]

Delstaterna Iowa och New Hampshire har särskild betydelse, då de av tradition håller primärval respektive nomineringsmöte först av alla delstater, vilket ger segrarna i dessa val stor massmedial uppmärksamhet. Därför prioriterade de flesta kandidaterna att få ett bra resultat i dessa delstater, för att ha ett lovande utgångsläge inför supertisdagen den 5 februari 2008.

## Kandidater

### Demokratiska partiet
| Kandidat         | Bild             | Yrke                                     | Drog sig tillbaka den                | Åsikter i valfrågorna (engelska) | Kampanjwebbplats (engelska) |
| ---------------- | ---------------- | ---------------------------------------- | ------------------------------------ | -------------------------------- | --------------------------- |
| Barack Obama     | Barack Obama     | Senator från Illinois                    | Presidentkandidat                    | Å                                | barackobama.com             |
| Hillary Clinton  | Hillary Clinton  | Senator från New York                    | Hon gav upp den 7 juni 2008          | Ingen information                | hillaryclinton.com          |
| Mike Gravel      | Mike Gravel      | Förutvarande senator från Alaska         | 26 mars 2008 (partibyte)             | Å                                | gravel2008.us               |
| John Edwards     | John Edwards     | Förutvarande senator från North Carolina | 30 januari 2008                      | Å                                | johnedwards.com             |
| Dennis Kucinich  | Dennis Kucinich  | Kongressledamot från Ohio                | 25 januari 2008                      | Ingen information                | Ingen information           |
| Bill Richardson  | Bill Richardson  | Guvernör i New Mexico                    | 10 januari 2008                      | Å                                | richardsonforpresident.com  |
| Joe Biden        | Joe Biden        | Senator från Delaware                    | 3 januari 2008 Vicepresidentkandidat | Å                                | joebiden.com                |
| Christopher Dodd | Christopher Dodd | Senator från Connecticut                 | 3 januari 2008                       | Å                                | chrisdodd.com               |

### Republikanska partiet
| Kandidat         | Bild             | Yrke                                              | Drog sig tillbaka den     | Åsikter i valfrågorna (engelska) | Valkampanjwebbplats (engelska) |
| ---------------- | ---------------- | ------------------------------------------------- | ------------------------- | -------------------------------- | ------------------------------ |
| John McCain      | John McCain      | Senator från Arizona                              | Presidentkandidat         | Å                                | johnmccain.com                 |
| Ron Paul         | Ron Paul         | Kongressledamot från Texas                        | 12 juni 2008              | Å                                | ronpaul2008.com                |
| Alan Keyes       | Alan Keyes       | Förutvarande USA:s sändebud till FN från Maryland | 15 april 2008 (partibyte) | Ingen information                | alankeyes.com                  |
| Mike Huckabee    | Mike Huckabee    | Förutvarande guvernör i Arkansas                  | 4 mars 2008               | Å                                | mikehuckabee.com               |
| Mitt Romney      | Mitt Romney      | Förutvarande guvernör i Massachusetts             | 7 februari 2008           | Ingen information                | mittromney.com                 |
| Rudy Giuliani    | Rudolph Giuliani | Förutvarande borgmästare i New York               | 30 januari 2008           | Ingen information                | joinrudy2008.com               |
| Fred Thompson    | Fred Thompson    | Förutvarande senator från Tennessee               | 22 januari 2008           | Ingen information                | Ingen information              |
| Duncan L. Hunter | Duncan Hunter    | Kongressledamot från Kalifornien                  | 19 januari 2008           | Ingen information                | gohunter08.com                 |

### Green Party
Nominieringskonvent från 10 till 13 juli i Chicago i Illinois.
| Kandidat         | Bild             | Befattning                          | Vicepresidentkandidat | Valkampanjens webbplats |
| ---------------- | ---------------- | ----------------------------------- | --------------------- | ----------------------- |
| Cynthia McKinney | Cynthia McKinney | Förutvarande representanthusledamot | runcynthiarun.org     |                         |

### Constitution Party
Nominieringskonvent den 26 april 2008 i Kansas City i Missouri.
| Kandidat      | Bild          | Yrke                                                                 | Vicepresidentkandidat | Valkampanjwebbplats (engelska) |
| ------------- | ------------- | -------------------------------------------------------------------- | --------------------- | ------------------------------ |
| Chuck Baldwin | Chuck Baldwin | Präst, radioprogramledare och partiets vicepresidentkandidat år 2004 | Darrell Castle        | baldwin2008.com                |

### Libertarian Party
Nominieringskonvent den 25 maj 2008 i Denver i Colorado.
| Kandidat | Bild     | Yrke                                                                   | Vicepresidentkandidat | Valkampanjwebbplats (engelska) |
| -------- | -------- | ---------------------------------------------------------------------- | --------------------- | ------------------------------ |
| Bob Barr | Bob Barr | Förutvarande Representanthusledamot (republikan) från Georgia, advokat | Wayne Allyn Root      | bobbarr2008.com                |

Den demokratiske presidentkandidaten Mike Gravel, vars valkampanj blev vida förbisedd, bemödade sig efter partiurträdet om att nomineras av Libertarian Party. Efter sitt misslyckande kungjorde han att hans politiska karriär var slut.
Bob Barr är sedan presidentvalet 1988 den första ledamoten i Representanthuset, som är presidentkandiderar för ett tredje parti.

### Prohibition Party
Nominieringskonvent den 14 september 2007 i Indianapolis i Indiana.
| Kandidat      | Yrke                                         | Vicepresidentkandidat | Valkampanjwebbplats (engelska) |
| ------------- | -------------------------------------------- | --------------------- | ------------------------------ |
| Gene Amondson | Präst och partiets presidentkandidat år 2004 | Leroy Pletten         | geneamondson.com               |

### Socialist Party USA
Nominieringskonvent den 20 oktober 2007 i St. Louis i Missouri.
| Kandidat    | Bild        | Yrke                             | Vicepresidentkandidat | Valkampanjwebbplats (engelska) |
| ----------- | ----------- | -------------------------------- | --------------------- | ------------------------------ |
| Brian Moore | Brian Moore | Företagsledare inom hälsosektorn | Stewart Alexander     | votebrianmoore.com             |

### Socialist Workers Party
| Kandidat     | Yrke       | Vicepresidentkandidat | Valkampanjwebbplats (engelska)                |
| ------------ | ---------- | --------------------- | --------------------------------------------- |
| Róger Calero | Journalist | Alyson Kennedy        | themilitant.com/2004/campaign/campaign01.html |

Róger Calero är inte född i Förenta staterna och är ej amerikansk medborgare. Han kan därför av författningsrättsliga skäl inte bli president. Han har dock trots det rätt att ställa upp som kandidat i vissa delstater. I presidentvalet 2008 fanns han med på valsedeln i fem delstater. Hans parti lät i föregående val, där Calero likaså var kandidat, skriva in kandidaten från år 2000, James Harris, som kandidat på valsedeln. Även om Calero skulle få en majoritet av elektorsrösterna skulle han inte bli vald till president.

### Oberoende kandidater
Borgmästaren i New York, Michael Bloomberg, lät göra en väljarundersökning i alla 50 delstater och visade sig vara potentiell som partilös kandidat, men han bestämde sig i slutet av februari 2008 att inte ställa upp.
Den 24 februari 2008 tillkännagav Ralph Nader, att han ställer upp i presidentvalet som oberoende kandidat. Denne konsumentföreträdare kandiderade till Vita huset redan åren 2000 och 2004 då han fick 2,7 respektive 0,4 procent av rösterna. Nader avsåg driva frågorna om miljövärn och arbetsplatssäkerhet i sin valkampanj.
| Kandidat            | Yrke                                                             | Vicepresidentkandidat | Valkampanjwebbplats (engelska) |
| ------------------- | ---------------------------------------------------------------- | --------------------- | ------------------------------ |
| John Taylor Bowles  | Butiksinnehavare, National Socialist Order of America            | Matthew Ramsey        | bowlesforpresident.com         |
| Jackson Kirk Grimes | United Fascist Union                                             |                       | joanne21921.tripod.com         |
| Frank Moore         | Performancekonstnär                                              | Susan Block           | frankmooreforpresident08.com/  |
| Ralph Nader         | Konsumentföreträdare, flerfaldig presidentkandidat               | Matt Gonzalez         | votenader.org/                 |
| Jonathon Sharkey    | Boxare, brottare och satanist, Vampires, Witches and Pagan Party |                       |                                |

## Förlopp

### Demokraternas primärval

#### Utgångsläge
I nationella undersökningar i december 2007 ledde Hillary Clinton ännu med 45 procent klart före Barack Obama med 27 procent och John Edwards med 15 procent. I primärvalet i Iowa förlorade dock Clinton stort. I opinionsundersökningarna i januari låg Clinton och Obama sida vid sida med 33 procent vardera och Edwards hade 20 procent vilket också innebar en klar vinstchans.

#### Före supertisdagen
I Iowa lyckades Obama i det första primärvalet klart före Edwards och Clinton kamma hem flest delegater, trots att Clinton på hösten 2007 fortfarande hade ett försprång på mer än tio procent jämfört med Obama och Edwards. I en i november 2007 genomförd undersökning låg Obama för första gången före Clinton och utökade därefter kontinuerligt sitt försprång. Joe Biden och Christopher Dodd hade efter sina nederlag i Iowa tillkännagivit att de avbrutit sina valkampanjer.
I New Hampshire, där primärval hölls 8 januari, kunde Obama inte upprepa segern i Iowa. Efter att sedan slutet av december ha reducerat Clintons ursprungliga försprång på mer än tjugo procent till några få procentenheter, visade några opinionsundersökningar gjorda efter valet i Iowa redan att Obama låg cirka tio procent före Clinton. Enligt opinionsinstituteten, som hade förutspått resultaten i Iowa, var sannolikheten för att Obama skulle vinna primärvalet i New Hampshire över 90 procent. Trots allt låg Clinton till slut knappt före Obama. På kvällen höll Obama ett tal, som strax därefter bearbetades av rapparen will.i.am till en musikvideo med titeln Yes We Can och fick en oväntad framgång på Internet.
I Nevada vann Clinton primärvalen från 19 januari med 51 procent av rösterna. Hennes starkaste konkurrent Obama kom med 45 procent bara på andra plats, även om många hade räknat med att han skulle vinna, bland annat eftersom den inflytelserika fackföreningen Culinar Union hade uttalat sitt stöd för honom. Till följd av den proportionella röstfördelningen valkretsvis fick Obama i Nevada en delegat mer än Clinton. John Edwards lyckades bara vinna fyra procent av rösterna.
I delstaten South Carolina, där Demokraternas fjärde primärval hölls, kunde Obama med över 55 procent ta hem en klar seger över sin vassaste rival Hillary Clinton, som hamnade på 27 procent. John Edwards erhöll i sin födelsedelstat endast 18 procent av rösterna. Obama tackade framför andra de svarta väljarna, av vilka 80 procent röstade för honom, för segern.
I Florida lyckades Clinton med 50 procent få en tydlig seger mot Obama, som fick 33 procent. Det gav dock inga delegater, då Florida höll valet före den 5 februari och därmed bröt mot partiets interna regler. I anslutning till valet i Florida drog Edwards sig tillbaka.

#### Supertisdagen
I primärvalen av den 5 februari 2008, vilka Demokraterna höll i 21 delstater samt i Amerikanska Samoa, fortsatte den jämna kapplöpningen mellan Clinton och Obama. Efter att resultaten sammanställts visade det sig att Obama vunnit betydligt fler delstater, medan Clinton, som hade haft framgång i de folkrika delstaterna (Kalifornien bland andra), vunnit fler delegatröster. Därmed blev det inget avgörande på supertisdagen för Demokraterna.

#### Efter supertisdagen
I Nebraska, Washington och Louisiana vann Obama den 9 februari. Därtill vann han i territoriet Amerikanska Jungfruöarna. Den 10 februari vann Obama, tvärtemot förväntningarna, även i Maine och tog till slut efter de följande segrarna i Maryland, Virginia och Washington D.C. över ledningen i delegatantal. Till yttermera visso vann han 19 februari Wisconsins primärval med 17 procents försprång över sin rival Hillary Clinton och i Hawaii fick han mer än tre fjärdedelar av alla avlagda röster.
Den 29 februari lanserades will.i.ams andra video i Barack Obamas valkampanj, "We Are the Ones" på Dipdive och Youtube. I videon syns bland annat skådespelarna Jessica Alba, Ryan Phillippe, Kerry Washington, John Leguizamo, Regina King, Tyrese Gibson, Eric Mabius, Tichina Arnold, Adrianne Palicki, George Lopez, och musikerna Macy Gray, Zoë Kravitz och Black Eyed Peas' Taboo. I videon sjunger alla "O-BA-MA" som en beskrivning för deras hopp och tro på Barack Obama.

#### Mars
Efter Obamas elva segrar i följd förutspådde många kommentatorer att Clinton-kampanjen inte längre gick att rädda. Obama fick betydande stöd även i delstater med en sådan befolkningssammansättning som tidigare vanligtvis vänt sig till Clinton (till exempel Wisconsin). Därutöver ansågs inte Clintons uppträdande i de TV-debatterna vid denna tid vara särskilt bra. Obama drog dessutom in betydligt mer pengar i donationer. Det krävdes av Clinton att hon den 4 mars med tydligt försprång vann de delegatrika delstaterna Ohio och Texas för att åter komma in i loppet. Detta lyckades Clinton med och hon vann även i Rhode Island och kunde samla på sig fler delegater än Obama. Denne kunde samma dag endast vinna primärvalet i Vermont. Sålunda sågs den 4 mars som Clintons comeback.
I Texas blev dock Clintons framgångar blandade; där hölls parallellt ett primärval, vari ungefär två tredjedelar av delegaterna utsågs, och ett nomineringsmöte, vari omkring en tredjedel av delegaterna utsågs. Eftersom Obama vann nomineringsmötet, ledde det till att han vann fler delegater än Clinton. Slutligen blev skillnaden i antal delegater räknat närapå lika. I opinionshänseende ledde Clinton, men redan efter några dagar smälte försprånget samman till ett dödläge.
Av de resterande av primärvalen i mars vann Obama båda: i Wyoming, den befolkningsfattigaste delstaten, fördelades bara tolv delegater, men till följd av den spännande kapplöpning fick delstaten ovanligt stor uppmärksamhet. Där vann Obama med mer än 20 procentenheters. Lika tydligt utföll valresultatet från Mississippi 11 mars, där Obama vann med 61 procent över Clinton.

#### April
En sex veckor lång period utan primärval följde, under vilken valkampen intensifierades ytterligare. I brist på ytterligare valresultat förlades allmänhetens uppmärksamhet till bevakning av opinionsundersökningar och granskning av kandidaternas eventuella brister. På så vis tappade Obama tillfälligt opinion, när det blev känt att han sedan länge tillhört den omstridde predikanten Jeremiah Wrights församling. Hillary Clinton hämtade tidvis in försprånget i opinionsundersökningarna. Obama svarade med ett mycket uppmärksammat tal över rasproblematiken i USA, varefter Obamas tidigare försprång återställdes. Clinton snubblade på ett uttalande, i vilket hon hade beskrivit sitt besök i Bosnien-Hercegovina 1996 i egenskap av presidenthustru. Där, hävdade hon, hade de tvingats springa på flygplatsen i Tuzla med nedböjda huvuden, för att undgå att träffas av prickskyttarna. Videoinspelningar av ankomsten dit visade dock en leende och handskakande Clinton. Hon var då tvungen att erkänna, att hon hade överdrivit. Även hennes rådgivare Mark Penns avhopp och pekuniära problem slog mot hennes kampanj. Strax innan primärvalen i Pennsylvania 22 april hamnade Obama på nytt i knipa, då allmänhetens fokus hamnade på ett uttalande i vilket han hade sagt att den enkla arbetarklassen var förbittrad. Kandidaterna fortsatte under tiden att kämpa om superdelegaterna. I det avseendet kunde Clinton fortsätta hålla huvudet högt, fastän hennes försprång märkbart minskade.
Trots virrvarret störtdök ingen av kandidaterna i opinionsundersökningarna. Slutligen tillmättes valet 22 april i Pennsylvania liknande betydelse som valet 4 mars, där Clinton i bägge fallen var tvungen att stå som tydlig segrare, för att trovärdigt kunna vara kvar i valrörelsen. Hon lyckades att vinna över Obama med tio procentenheters försprång.

#### Maj
Den långa primärvalrörelsen ledde i stigande grad till uttröttningstecken och bitterhet. Det var tydligt att Obama inte kunde attrahera vissa befolkningsgrupper, mest uppenbart vit medelklass, varför Clinton ständigt fortsatte vinna i de delstater däri dessa grupper är särskilt starka. Trots att Obama klart ledde, var försprånget inte tillräckligt för att omöjliggöra en seger för Clinton. Fortfarande var Clinton inte beredd att ge upp.
Den 3 maj hölls nomineringsmöte i Guam, som bara hade åtta halva delegatröster att fördela och vardera kandidaten erhöll fyra. Den sista stora valdagen var 6 maj i North Carolina och Indiana. På denna dag fördelades 187 delegater. Barack Obama vann trots kontroversen om hans tidigare pastors uttalanden en klar seger, medan Clinton knappt vann i Indiana.
Den 14 maj 2008 tillkännagav den förutvarande demokratiska presidentkandidaten John Edwards sitt stöd till Barack Obama i Grand Rapids, Michigan.
Valen 20 maj slutade än en gång jämnt. I Kentucky, där en stor del av befolkning tillhörde Clintons kärnväljargrupper, vann hon med 36 procentenheters försprång. I valet i Oregon vann däremot Obama med 18 procentenheters försprång.
Under maj månads förlopp skönjdes en förändring bland superdelegaterna. Dessa hade under lång tid med stort flertal understött Hillary Clinton, varvid dock många ännu inte deklarerat sin ståndpunkt överhuvudtaget. Nu gav detta försprång vika. I mitten av maj kom de första rapporterna om att Obama hade kommit i kapp Clinton. Mot slutet av månaden låg Obama i klar ledning även vad gällde antalet superdelegater.

#### Juni
Under hela våren bemödade sig Hillary Clintons kampanjmedarbetare om att få Floridas och Michigans delegater godkända till partikonventet. Dessa delstater hade fråntagits sina delegater, då de hade brutit mot reglerna när de höll sina primärval före 5 februari. Dessutom stoppade kandidaterna sina kampanjer i dessa delstater. Obama hade på grund av det låtit stryka sitt namn från kandidatlistorna och bad dem som ville rösta på honom att rösta för alternativet ”uncommitted” (obunden).
Clinton vann klart båda valen och yrkade på att delegaterna skulle ha full rösträtt med argumentet att partiets förfaringssätt var odemokratiskt. Detta var mycket omstritt, då Clinton skulle ha fördel av detta. Fullständig tillräkning och nyval var sådant som fördes på tal. I Michigan avslogs dock sådana betänkanden. Dispyten slutade först i juni, när Demokratiska partiets regelutskott beslutade, att delvis tillåta delegaterna, men med bara halv rösträtt. Detta liknade Republikanernas sanktioner, som också innebar en halvering av rösterna för de delegater som hade valts för tidigt. Dessutom räknades ”uncommitted”-rösterna i Michigan till godo för Obama. Även om Clinton gick fram, sågs beslutet som ett misslyckande för henne, eftersom det därmed nästan verkade utsiktslöst att hämta in Obamas försprång. Clinton-kampanjen vidhöll möjligheten att komma ikapp.
I primärvalen i Puerto Rico 1 juni vann hon trots allt med betydande försprång. De sista primärvalen hölls 3 juni i Montana och South Dakota. Även om Obama hade förutspåtts vinna i båda delstaterna, vann Clinton överraskande i South Dakota.
Samma dag överskred Obama gränsen om de 2 118 delegater som är nödvändiga för att nomineras till presidentkandidat. Medierna benämner från och med nu Obama som ”presumptive nominee”.
Till att börja med erkände inte Clinton sig besegrad. Den 4 juni besökte hon sina kampanjmedarbetare i Arlington i Virginia och meddelade att hon på fredag ej längre skulle vara i behov av deras tjänster längre. I ett pressmeddelande hette det, att hon den 7 juni skulle tillkännage sitt stöd för Barack Obama.

#### Juli

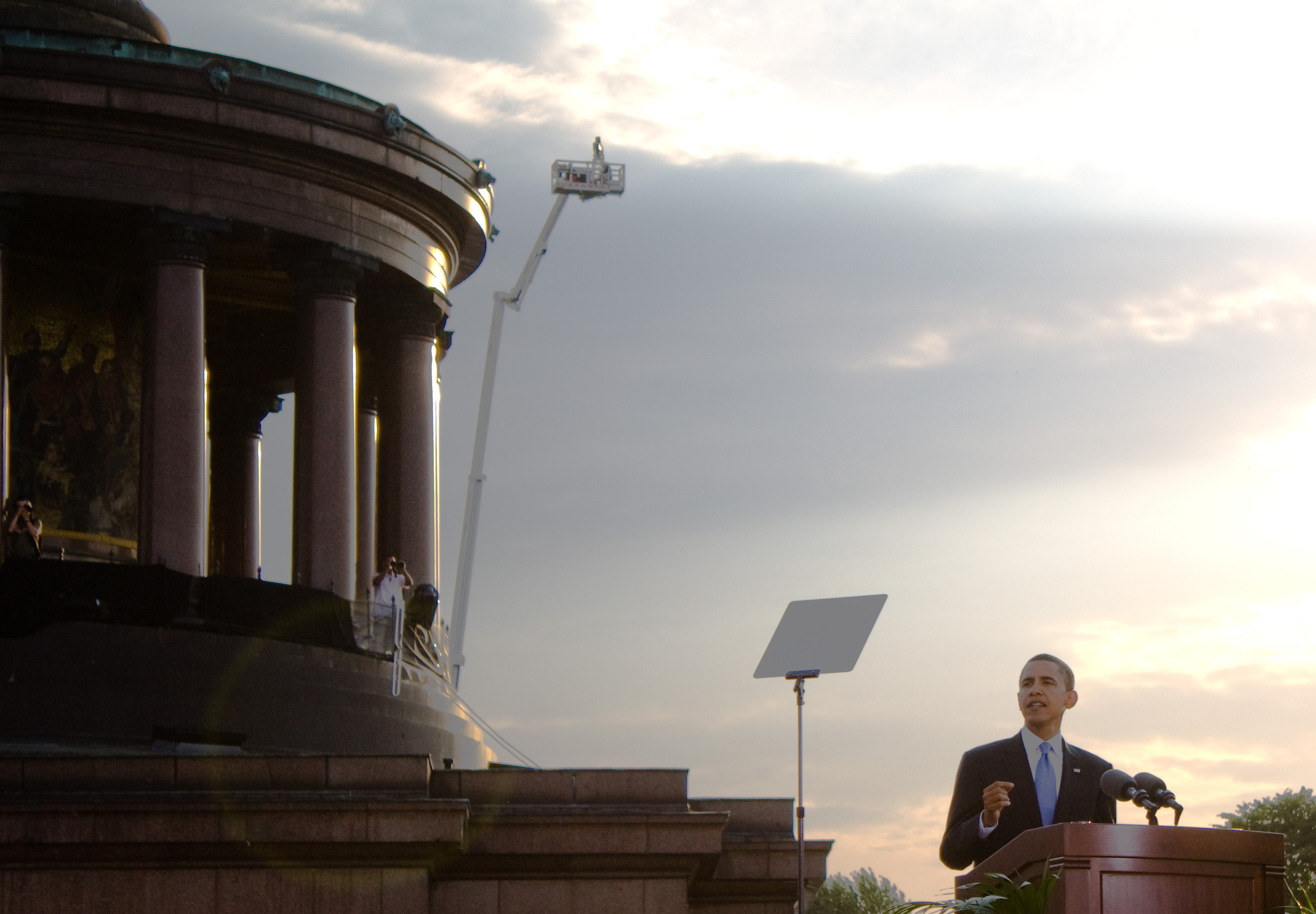
Barack Obama talar i Berlin 24 juli.

För att stävja talet om att han inte hade någon utrikespolitisk erfarenhet, företog Barack Obama en utlandsresa.

#### Augusti
Den 13 augusti sköts superdelegaten och partichefen i Arkansas Bill Gwatney i Demokraternas valkampanjbyrå i Little Rock. Han ansågs vara nära vän till Hillary Clinton.
Den 23 augusti blev det känt att Barack Obama hade bestämt sig för Joe Biden som vicepresidentkandidat.
Partistämman ägde rum från 25 till 28 augusti i Denver, Colorado. Med spänning emotsågs Hillary och Bill Clintons tal, då det gällde att vinna stöd till Barack Obama av anhängarna till den knappt underlägsna kandidaten Clinton. Bägge ställde sig bakom Obama. Hillary Clinton yrkade under pågående rösträkning, att Barack Obama skulle koras till presidentkandidat medelst acklamation. Detta antogs. Vid partikonventets avslutning höll Barack Obama höll inför 80 000 personer ett tal, som uppfattades som mycket positivt av flera kommentatorer.

### Republikanernas primärval
I början av 2007 var Rudy Giuliani Republikanernas obestridda toppkandidat i nationella väljarundersökningar. Kring mars var hans försprång före den dåvarande tvåan John McCain ungefär tjugo procent. När Mitt Romney och Fred Thompson tog in på Giulianis försprång blev det en fyrmannakamp om nomineringen. I Iowa kunde Mike Huckabee i början av december snabbt öka tempot i opinionsundersökningarna, vilket efter hans seger i partisamlingarna där i januari 2008 för första gången gav honom nationell ledning. Dock kom senator John McCain, som länge behandlats som outsider, snart att vara i ledning i undersökningarna.
I de delstater där de första primärvalen hölls kunde en hittills oviss utgång skönjas:
Medan Mike Huckabee klart vann över Mitt Romney i Iowa, vann McCain, som i december och januari gått fram starkt, över Mitt Romney i delstaten New Hampshire. Den 5 januari hölls dessutom ett primärval i Wyoming, vilket såsom primärvalscykelns andra nomineringsmöte inte var särskilt intressant för vare sig kandidaterna eller medierna. Detta val avgjordes för Romney, liksom primärvalen i Michigan, och Nevada där han förvisso som den enda kandidaten i sitt parti hade genomfört en valkampanj. Den 19 januari vann John McCain primärvalet i South Carolina knappt före Mike Huckabee, likaså vann han den 29 januari knappt före Mitt Romney i Florida. Efter att Rudy Giuliani, som länge hade lett i de nationella opinionsundersökningarna, kommit på tredje plats i Florida, drog han tillbaka sin kandidatur och uttalade sitt stöd för McCain. I det mindre bevakade primärvalet i Maine kunde Mitt Romney med stort försprång vinna över John McCain.
På supertisdagen, den 5 februari 2008, höll republikanerna primärval i sammanlagt 21 delstater. John McCain kunde med segrar i nio delstater, bland andra Kalifornien och New York, fastställa sin roll som favorit. Konkurrenterna Mitt Romney och Mike Huckabee, vilka vann i sju respektive fem delstater, samlade betydligt färre delegater än McCain. Efter supertisdagen förklarade Mitt Romney att hans presidentvalskampanj var över. McCain vann den 12 februari primärvalen såväl i delstaterna Virginia och Maryland som i huvudstaden Washington D.C. och utökade sitt försprång av delegatröster.
Fastän Mike Huckabee efter supertisdagen låg klart efter och heller inte vann några fler primärval, gav han inte upp. Den 4 mars uppnådde John McCain efter segrarna i Texas, Ohio och Rhode Island det nödvändiga antalet om 1 191 delegater och blev därefter Republikanernas presumtiva presidentkandidat. Mike Huckabee återtog denna dag sin kandidatur.
Det återstod bara två andra kandidater, Ron Paul och Alan Keyes. Den senare betraktades som en högoddsare och förde sin valkampanj utan nämnvärt intresse från allmänheten. Den 15 april tillkännagav han slutligen att han lämnat det Republikanska partiet. Han visade intresse för att gå över till Constitution Party, men gav inga klara besked om han eftersträvade detta partis presidentnominering. Ron Paul blev snart behandlad som kandidat för Libertarian Party, eftersom han varit partiets presidentkandidat 1988. Men han fortsatte att aktivt driva sin valkampanj, trots att han vid denna tidpunkt var chanslös. Först att efter alla primärval avslutats gav han slutgiltigt upp.
Den 29 augusti tillkännagav John McCain, att Sarah Palin, delstaten Alaskas guvernör, skulle bli hans vicepresidentkandidat. Denna ansågs visserligen vara oerfaren, men omtyckt av partiets konservativa gräsrötter. Förvisso uppdagades snart detaljer kring hennes meriter och privata sfär, vilket frambringade ytterligare kritik. Hennes ogifta minderåriga dotter Bristol var havande; Palin räknas som stödjare av avhållsamhetskampanjen. Därtill gick en åtgärd emot henne till följd av svågerpolitik.
Republikanernas partistämma från 1 till 4 september i Saint Paul, Minnesota överskuggades av orkanen Gustav. Av medkänsla till offren för den pågående evakueringen begränsades första dagens program till formalia. Visserligen gjorde presidenthustrun Laura Bush liksom Cindy McCain, John McCains hustru, ett gemensamt överraskande framträdande. Det med spänning emotsedda talet av vicepresidentkandidaten Sarah Palin den 3 september blev bejublat av konventdelegaterna. Samma afton genomfördes också den formella nomineringen.

### Resultat

#### Delegater
Delegaterna i en delstat fördelas på kandidaterna efter resultatet i primärvalen. Delegaterna väljer sitt partis presidentkandidat på det nationella partikonventet. Demokraterna har speciella superdelegates. Det är delegater som ej utgår från primärvalsprocessen. De flesta är befattningshavare och uppsatta inom partiet, som är villiga att understödja partiets favoritkandidat. Republikanerna har bundna och obundna delegater. Av Demokraternas 4 234 (tidigare 4 050) delegater är 3 438 (tidigare 3 253) bundna delegater och 797 superdelegater. Republikanerna har 2 380 delegater, varav 1 917 bundna och 463 obundna. 123 av de obundna delegaterna är ledamöter av Republican National Convention (RNC). 
| Demokraterna (4 234)              | Demokraterna (4 234)              | Demokraterna (4 234)              | Demokraterna (4 234)              | Republikanerna (2 380)            | Republikanerna (2 380)            | Republikanerna (2 380)            | Republikanerna (2 380)            |
| Kandidat                          | Valda delegater                   | Superdelegater                    | Tillhopa                          | Kandidat                          | Valda delegater                   | Obundna delegater                 | Tillhopa                          |
| --------------------------------- | --------------------------------- | --------------------------------- | --------------------------------- | --------------------------------- | --------------------------------- | --------------------------------- | --------------------------------- |
| Barack Obama                      | 1 761                             | 393                               | 2 154                             | John McCain                       | 1 432                             | 85                                | 1 517                             |
| Hillary Clinton                   | 1 636                             | 287                               | 1 923                             | Mike Huckabee                     | 272                               | 3                                 | 275                               |
| John Edwards                      | 13                                | 0                                 | 13                                | Mitt Romney                       | 255                               | 0                                 | 255                               |
|                                   |                                   |                                   |                                   | Ron Paul                          | 30                                | 0                                 | 30                                |
| kvar att fördela                  | 115                               | 179                               | 294                               | kvar att fördela                  | 0                                 | 0                                 | 320                               |
| 2 118 röster behövs för att vinna | 2 118 röster behövs för att vinna | 2 118 röster behövs för att vinna | 2 118 röster behövs för att vinna | 1 191 röster behövs för att vinna | 1 191 röster behövs för att vinna | 1 191 röster behövs för att vinna | 1 191 röster behövs för att vinna |

Angivelserna av superdelegater och obundna delegater grundar sig på icke-bindande stöduttalanden, så kallade endorsements,  som dessa har gjort. De som inte har gjort ett sådant tillkännagivande räknas under ”kvar att fördela”. Dessa delegaters slutliga röstande kan trots det skilja sig från det förväntade, då de närsomhelst kan byta sida.
Ett slutgiltigt resultat för Demokraterna kan inte fastställas, emedan Barack Obama valdes med acklamation. Av den anledningen gjordes ingen röstsammanställning.